# Eszter könyvének kiegészítései
Az Eszter könyvének kiegészítése, deuterokanonikus Ószövetségi könyv, illetve hozzácsatolásnak tekinthető Eszter könyvéhez. Van egy héber, és van egy görög nyelvű változat, mely utóbbi hosszabb, bár mindkét könyv tíz fejezetből áll. A kiegészítések a görög iratban találhatóak.

## Történelmi háttér
A történet a babiloni fogság idején játszódik. Számos valószínűtlenséget soroltak fel a kutatók a történelmi megbízhatóság terén. A megbízhatóságot az is rontja, hogy a Holt-tengeri tekercsek között egyetlen könyvnek nem találták nyomát, és ez az Eszter könyve volt. A zsidó hagyomány azonban megőrizte emlékét, második fordításnak nevezték (Targum séni).

### Valószínűtlen elemek
- Achasveros (Xerszész) idején ha Mardokeust még Nebukadnezár vetette fogságba, akkor Mardokeus az elbeszélés idején 120 éves lehetett volna.
- Akkor viszont unokahúga Eszter is jóval idősebbnek kellett volna lennie, de akkor a szépségversenyt már nem nyerhette. A történetírás nem tud arról, hogy Eszter nevű felesége lett volna Xerszésznek. A felesége Amesztrisz volt Hérodotosz szerint.
- Nehémiás könyve és Esdrás könyve megemlíti a király által kibocsátott jóindulatú rendeletet, ami a fogságból való visszatérést jelentette a zsidók részére. Így:
- Nem hihető, hogy a király jóváhagyta volna 75000 alattvalójának lemészárlását.

## A kiegészítések
- Mardokeus álmát(1.1a-i)[1] rögtön az Eszter könyvének elején találhatjuk.
- Álmának magyarázatát a végén, a (10.3a-k) részen találhatjuk.
- Achaveros két rendelete (3.13a-g és 8.12a-v)
- Mardokeus imája (4.17a-i)
- Eszter imája (4.17k-z)
- Eszter közbenjárása a királynál (5.1a-f, 5.2a-b)
- A görög nyelvű fordítás magyarázata a zárószóban (10.3l)

## Mondanivalója
A héber mű, az Eszter könyve, egy hazafias stílusban íródott mű, míg a görög kiegészítés vallási célzatú. A kiegészítésben az álom és magyarázata, az imák és az Isten gondviselésének bemutatása célja az, hogy nyomatékosítsa, Isten mentette meg népét Eszter és Mardokeus révén.